# Петридава
Петрида́ва (трапляється також написання — Петрідава) — стародавнє місто, яке деякі дослідники ототожнювали з Кам'янцем-Подільським. Часто фігурує у парі з містом Клепідава.

## Історія питання

### Погляди дослідників 19 століття
Вавжинець Марчинський у книзі «Статистичний, топографічний і історичний опис Подільської губернії», виданій 1820 року у Вільно, припускав, що Кам'янець стоїть на місці Петридави (назву утворено від грецького ρετρος — камінь) . Ця думка набула певного поширення у краєзнавчій і історичній літературі.
Олександр Сементовський у книзі «Кам'янець-Подільський», виданій 1862 року в Санкт-Петербурзі, писав, що не має «жодного надійного підґрунтя прив'язувати Кам'янець до того місця, де існувало давнє місто Клепідава чи Петродава, закладене даками неподалік від Дністра, у межах нинішньої Подільської губернії» .
1866 року польський лікар і історик Юзеф Ролле створив рукопис обсягом 229 аркушів своєї першої історичної монографії польською мовою «Кам'янець. Історичний нарис». В ній, як зазначає дослідниця життя та творчості Ролле Стефанія Баженова, «автор стверджував, чого не доведено історичною наукою й сьогодні, що місто Кам'янець-Подільський виникло на базі давньогрецьких колоній Клепідава і Петридава й існувало як „град“ аж до знищення його ордою хана Батия 1241 року» .
Монографія починалася так (переклад Надії Пашкової й Ольги Пламеницької): «Каменеція, Каменеціум, Каменікум, Клепідава, Петридава, град зі скелі, град кам'яний, підмурок християнства, старий, як слов'янство, гордий, як лицар на рубежах, вийшов до молдавського кордону і присів на скелястому узгір'ї, боронячи давню славу, і так стояв упродовж довгих віків незламний, непереможний, аж доки не впав під навалою орд Батия-хана, але хто ж тоді під ними не впав?» 
1882 року «Географічний словник Королівства Польського та інших слов'янських країв» у статті про Кам'янець, співавтором якої був Юзеф Ролле, писав, що «ще на планах, зроблених Птолемеєм, те місце, де нині стоїть Кам'янець, називалося спочатку Клепідава («клепсіс» — злодій) і Петридава («петра» — скеля)... Петридавою могли називати його римські вигнанці, що мешкали у Валахії та Молдові, від вапняків, скель, на яких збудований».
1895 року Юхим Сіцінський у книзі «Місто Кам'янець-Подільський» зазначив: «Історики, які писали про Кам'янець, як давні (Целярій), так і нові (Марчинський, Ліпінський та інші), кажуть, що наше місто є одним із найдавніших міст Дакії, яке згадує географ другого століття Птолемей, і має назву Клепідава чи Петридава, причому назву Петридава виводять від латинського кореня petra — скеля, камінь, і таким чином назву Петридави (кам'яного міста) ототожнюють із нашою назвою міста». Сіцінський не підтримав версію про дакійське походження Кам'янця-Подільського, оскільки «немає жодних доказів того, що Кам'янець насправді є одним із вказаних дакійських міст, хоча можливо, що стоїть на місці якого-небудь давнього поселення» .

### Погляди дослідників 20—21 століть
Петро Павло́вич у брошурі «Поділля. Історичні пам'ятки» (Аугсбург, 1946) писав про Кам'янець: «Клепідавою (містом злодіїв) його називали греки, які терпіли від нападів місцевого населення, а Петрідавою (кам'яним містом) тому, що Кам'янець лежить на кам'яних скелях» .
1983 року краєзнавці Андрій Паравійчук і Тамара Сис у статті в газеті «Радянське Поділля» (Хмельницький), пишучи про опис Скіфії батьком історії Геродотом, підкреслили, що він серед скіфських населених пунктів відзначив «місто з назвою Петридава (Кам'янець)», а Клавдій Птолемей пізніше на місці Петридави позначив Клепідаву. Висновок краєзнавців такий: «Поки археологи жодного міста цих часів не знайшли. Тому ці назви ніяк не можна ототожнювати з Кам'янцем-Подільським — дітищем слов'ян» .
1995 року Тамара Сис у статті, опублікованій в газеті «Кам'янець-Подільський вісник», повернулася до теми про Геродота та Петридаву: «Ішов 512 рік до нашого літочислення, як почалося це персо-грецьке лихоліття. Великий грецький учений Геродот, якого люди прозвали батьком історії, мандрував трохи пізніше по наших краях. Він і залишив опис першої зустрічі персів зі скіфами. Описав тоді і місто грецьке Петрідаву (місто з каменя, або Кам'янець). Довести не можемо, чи то був попередник слов'янського Кам'янця, чи лиш випадковий збіг назви, але багато археологічних знахідок свідчать про перебування тут греків» .
В «Історії» Геродота не виявлено жодної згадки про Петридаву. Проте на початку 21 століття тема Геродотової Петридави несподівано прозвучала в спільній праці професійних істориків Олександра Завальнюка та Олександра Комарніцького — в історико-популярному нарисі «Кам'янець-Подільський» (Кам'янець-Подільський, 2001) і у виданих на його основі «Нарисах з історії Кам'янця-Подільського» (Львів, 2006). Аналізуючи дако-римську гіпотезу про заснування Кам'янця-Подільського Євгенії та Ольги Пламеницьких, історики пишуть, що «ця концепція базується на своєрідному тлумаченні повідомлень античних авторів. Зокрема, географа 2 століття Птолемея про місто Клепідаву в Європейській Сарматії на лівому березі Дністра, чи Геродота про Петридаву — «місто на камені», біля стін якого 712 року до нового літочислення було розгромлено страшного завойовника — перського царя Дарія. Через тисячу років (1910 року) тут було знайдено скарб із чистого червоного золота вагою у 150 кілограмів, різні архітектурно-археологічні пам'ятки» .
Як зазначили Євгенія та Ольга Пламеницькі, географ 2 століття Клавдій Птолемей називає два міста, що мають схожу назву — Патридава та Петродава , однак «за координатами (широтою) однозначно локалізіє їх на правому березі Дністра, у межах Дакії» .
| Герактум (дані Птолемея)             | 53° 30' сх. д. | 48° 40' пн. ш. |
| Гігентаваріум (дані Птолемея)        | 53° 10' сх. д. | 48° 40' пн. ш. |
| Клепідава (дані Птолемея)            | 52° 30' сх. д. | 48° 40' пн. ш. |
| Метоніум (дані Птолемея)             | 51° 00' сх. д. | 48° 30' пн. ш. |
| Кародунум (дані Птолемея)            | 49° 30' сх. д. | 48° 40' пн. ш. |
| Кам'янець-Подільський (сучасні дані) | 26° 35' сх. д. | 48° 39' пн. ш. |
| Патридава (дані Птолемея)            | 53° 00' сх. д. | 48° 10' пн. ш. |
| Петродава (дані Птолемея)            | 53° 45' сх. д. | 47° 40' пн. ш. |

«Словник сучасних географічних назв» (під загальною редакцією академіка РАН Володимира Котлякова) у статті про місто Орхей (Оргєєв) у Молдові, розташоване на річці Реут за 46 кілометрів на північ від Кишинева, пише, що це місто виникло наприкінці 13 століття як Старий Орхей на місці фортеці Петродава . Георге Штефан, мер міста П'ятра-Нямц у Румунії, запевняє, що в його місті «є багато історичних пам'яток, музеїв, руїни гето-дакської фортеці, яка називалася Петродава» .

## Популярність назви
У сезоні 1994—1995 років у любительській лізі чемпіонату України з футболу виступала команда «Петридава» з Кам'янця-Подільського. Набравши 26 очок у 24 матчах (7 перемог, 5 нічиїх і 12 поразок), вона посіла десяте місце в другій підгрупі .
1999 року українська кіностудія «Контакт» у серії «Міста України» зняла документальний фільм про Кам'янець-Подільський під назвою «Петридава» (продюсер Лариса Роднянська, у ролі гіда в стрічці знявся кам'янчанин В'ячеслав Полятинчук). 2001 року цей фільм разом із фільмом про Коломию завоював гран-прі Міжнародного фестивалю туристичних фільмів «Вітер мандрів» .
Нині у Кам'янці-Подільському діють туристична фірма «Петридава» , народний театр української пісні «Петридава».